# Ebalia tumefacta
Ebalia tumefacta (лат.) — вид морских крабов из семейства Leucosiidae.

## Внешний вид и строение
Ebalia tumefacta — небольшой краб с ромбовидным карапаксом с заметно выпуклыми жаберными областями. Карапакс вытянут в ширину больше, чем в длину и покрыт мелкими выпуклостями, что придает ему несколько грубую текстуру. Длина карапакса примерно до 12 миллиметров, ширина до 13 мм. Окраска сильно варьирует. Хотя у некоторых может быть пестрый коричнево-черный панцирь, чаще встречаются варианты от красноватого до серовато-белого или желтовато-серого. Иногда на нем могут быть красные пятна, а иногда может быть оранжевый край и бледно-розовая средняя полоса. Передние конечности равны по длине, а клешни примерно одинакового размера.

## Распространение
Этот вид встречается в Атлантическом океане от Западной Африки до Норвегии и особенно распространен у Британских островов. В Средиземном море не встречается.

## Места обитания
Ebalia tumefacta живет на илистом песке и гравии на глубине 2-15 метров.

## Ebalia tumefactaи человек
Безвредны для человека и не являются объектами промысла. Их охранный статус не определён.